# Alexandre de Mèdici
Alexandre de Mèdici, anomenat el Moro, (Florència, República de Florència 1510 - íd., Ducat de Florència 1537) fou un membre dels Mèdici que va esdevenir duc d'Urbino entre 1519 i 1527, senyor de Florència en dues ocasions entre 1523-1527 i entre 1530-1532, i finalment duc de Florència entre 1532 i 1537.

## Orígens familiars
Va néixer el 22 de juliol de 1510 a la ciutat de Florència sent el fill il·legítim de Llorenç II de Mèdici i d'una serventa anomenada Simonetta de Collavechio, tot i que molts erudits actuals donen per fet que fou fill il·legítm de Giulio di Medici (futur papa Climent VII) i una esclava de Núbia (al retrat principal, pintat per Vasari, es pot apreciar el seu cabell encrespat típic dels africans).
El seu sobrenom es deu al suposat origen musulmà de Simonetta de Collavechio.

## Ascens al poder

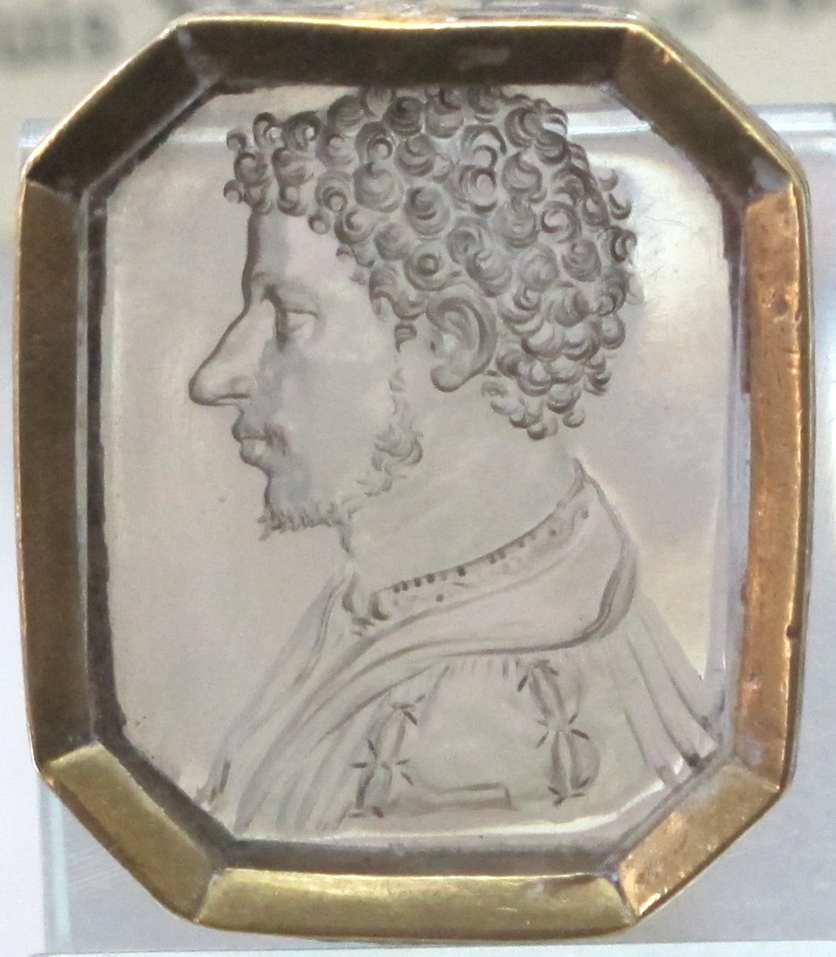
Retrat d'Alexandre de Mèdici sobre cristall de roca (Galeria dels Uffizi, Florència).

L'any 1519, a la mort de Llorenç II de Mèdici, el cardenal Giulio di Medici fou nomenat senyor de Florència, si bé aquest abandonà el càrrec el 1523 en esdevenir papa amb el nom de Climent VII. Enlloc seu nomenà successors de manera conjunta a Alexandre (fill seu segons alguns encara que oficialment fill de Llorenç) i al seu cosí Hipòlit de Mèdici. Alexandre al seu torn invocà els seus drets sobre el Ducat d'Urbino, si bé el 1527 els hagué d'abandonar davant la plena sobirania d'aquest ducat per part de Francesc Maria I della Rovere.
Quan Carles V del Sacre Imperi Romanogermànic va saquejar Roma el 1527 els florentins van aprofitar del tumult per a restablir l'autèntica República de Florència i expulsar els Mèdici del poder. Tots els partidaris dels Mèdici i el regent del papa, Silvio Passerini, fugiren de la ciutat, i fins i tot Miquel Àngel abandonà la ciutat després d'haver millorat el sistema de defensa de la ciutat. Tot i l'enemistat de Climent VII i l'emperador, aquest últim aconseguí la pau per interessos personals i donà suport a l'acció papal de reconquerir la ciutat pels seus familiars, sent restablert Alexandre al poder de Florència l'estiu de 1530.

Escut d'armes dels Mèdici.

Va arribar a Florència el 5 de juliol de 1531 i posteriorment fou nomenat duc de Florència per Climent VII, títol que fou confirmat per l'emperador uns mesos després i que suposà la fi de la República i donà pas a l'efímer Ducat de Florència. Els seus nombrosos enemics entre els exiliats van fer córrer el rumor que el seu govern era cruel i incompetent, una asserció sobre la veracitat de la qual els historiadors no es posen d'acord. Una reminiscència que simbolitza l'opressió dels Mèdici és la Fortalezza da Basso, actualment el major monument històric de Florència. El 1535 l'oposició florentina va enviar el seu cosí Hipòlit a apel·lar a Carles V contra algunes accions del duc, però el cardenal va morir pel camí, un fet que fou entès per alguns com un enverinament per part d'Alexandre.

## Núpcies i descendents
Es casà el 29 de febrer de 1533 a la ciutat de Nàpols amb Margarida de Parma, filla de Carles V del Sacre Imperi Romanogermànic i Johanna van der Gheynst. D'aquesta unió no tingueren fills.
Alexandre, però, tingué dos fills naturals:
- Giulio di Medici (1533/37-1600)
- Giulia di Medici (1535-1588)

## Mort
El 6 de gener de 1537 fou assassinat pel seu cosí llunyà Lorenzino de Mèdici. D'acord amb les seves declaracions, que serien publicades més tard, Lorenzaccio (nom pel qual fou conegut Lorenzino i que significa 'dolent Lorenzo') va assegurar que havia executat Alexandre en nom de la República i que l'havia mort quan estava a punt de mantenir relacions sexuals amb la cosina de Lorenzino, Laudomia, una bella vídua. Per temor a deslligar una revolta, les notícies de la seva mort no es van difondre: els súbdits dels Mèdici van embolicar el cos d'Alexandre en una catifa i el van dur secretament al cementiri de Sant Llorenç, on va ser enterrat precipitadament.
Quan la facció contrària als Mèdici va fracassar en el seu intent d'accedir al poder, fou nomenat successor d'Alenxadre Cosme I de Mèdici, fill de Giovanni dalle Bande Nere i Maria Salviati i parent llunyà de l'anterior.